# NGC 6061
NGC 6061 (również PGC 57137 lub UGC 10199) – galaktyka eliptyczna (E-S0), znajdująca się w gwiazdozbiorze Herkulesa. Odkrył ją Lewis A. Swift 8 czerwca 1886 roku. Jest to galaktyka z aktywnym jądrem typu LINER, zaliczana do kwazarów i radiogalaktyk.